# JACKJACK
JACKJACK (ジャックジャック) は日本の総合演劇エンターテインメント・ユニット。2006年6月結成。2007年10月解散。

## メンバー
- 篠田光亮 (1981年10月1日 - ) リーダー

神奈川県出身。A型。現在、(株) サンミュージックプロダクション所属。
- 青木堅治 (1980年2月15日 - )

東京都出身。B型。(株) おふぃすいっとく所属後、芸能界引退。
- 根本正勝 (1979年4月27日 - )

福島県出身。O型。現在、(株) bamboo所属。
- 加藤良輔 (1984年3月21日 - )

茨城県出身。O型。現在、(株) bamboo所属。

## 略歴
- 2006年6月、篠田光亮・青木堅治・根本正勝の3人により結成される。
- 2006年7月7日に加藤良輔が加入し、現メンバーとなる。
- 2007年3月31日に所属事務所であった (株) ZONEを離れ、2007年4月に (株) おふぃすいっとくに移籍。
- 2007年7月7日、official fan club 《JACK × CREWS》が発足。
- 2007年10月22日の青木堅治に関するスキャンダル報道の影響を受け、2007年10月31日をもって解散。
- 2007年10月31日にofficial web siteが、12月31日にofficial fan clubが閉鎖。

## 出演

### WEB
- あっ!とおどろく放送局 「モバHO! ハッピーアワー! 音楽でHAPPY!」 (2007年6月6日) - ゲスト出演

### ライブ・イベント
- HARAJUKU JACK!!!!! (2006年6月24日、原宿アストロホール)
- OSAKA JACK (2006年7月1日、in→dependent theatre 2nd)
- THE 夏の遠足 0805 (2006年8月5日)
- SHINJYUKU JACK (2006年9月15日 - 18日、新宿スペース107)

15日 ゲスト SMILY☆SPIKY、堀田勝、松岡英明
16日 「Z団 × JACKJACK スペシャルナイト」 ゲスト 柳沢なな
17日 ゲスト 高木渉、山本匠馬、水谷あつし、寿里
18日 ゲスト KENN、北村栄基
- JACKJACKと行くONSEN JACK (2006年12月3 - 4日)
- AKIBA JACK (2007年3月10日、石丸電気特設会場)
- KAWASAKI JACK (2007年4月21日、ラ チッタデッラ噴水広場) - フリーイベント
- F-SUMITT vol.2 ～Aットオドロク6ッ9ナツドイ～ (2007年6月9日、原宿アストロホール) - ゲスト出演
- JACK's Anniversary 1st (2007年6月24日、原宿アストロホール)

1st 「誕生日だよ全員集合」
2nd 「Sunday Night Fever」
- KAWASAKI Halloween 2007 (2007年10月21日、ラ チッタデッラ屋外会場 / ルフロン会場) - フリーイベント

## ディスコグラフィー

### シングル
1. Get Your Dream / Your Story (2007年3月10日)
  1. Get Your Dream
  2. Your Story